# Phyllodrepaniaceae
Phyllodrepaniaceae är en familj av bladmossor. Phyllodrepaniaceae ingår i ordningen Dicranales, klassen egentliga bladmossor, divisionen bladmossor och riket växter. Enligt Catalogue of Life omfattar familjen Phyllodrepaniaceae 3 arter. 
Kladogram enligt Catalogue of Life:
| Phyllodrepaniaceae | \| \| Mniomalia \| \| \| \| \| \| Phyllodrepanium \| \| \| \| |
|                    | \| \| Mniomalia \| \| \| \| \| \| Phyllodrepanium \| \| \| \| |
|                    | Bruchiaceae                                                   |
|                    |                                                               |
|                    | Bryoxiphiaceae                                                |
|                    |                                                               |
|                    | Dicnemonaceae                                                 |
|                    |                                                               |
|                    | Dicranaceae                                                   |
|                    |                                                               |
|                    | Ditrichaceae                                                  |
|                    |                                                               |
|                    | Eustichiaceae                                                 |
|                    |                                                               |
|                    | Pleurophascaceae                                              |
|                    |                                                               |
|                    | Rhabdoweisiaceae                                              |
|                    |                                                               |
|                    | Sorapillaceae                                                 |
|                    |                                                               |
|                    | Viridivelleraceae                                             |
|                    |                                                               |
|                    | Mniomalia                                                     |
|                    |                                                               |
|                    | Phyllodrepanium                                               |
|                    |                                                               |

|  | Mniomalia       |
|  |                 |
|  | Phyllodrepanium |
|  |                 |